# Juan José Wedel
Juan José Wedel, född 28 juni 1944, död 20 november 2013, var en costaricansk bågskytt. Han deltog vid olympiska sommarspelen 1976 och olympiska sommarspelen 1980.